# Road to Revolution: Live at Milton Keynes
Road to Revolution: Live at Milton Keynes è il secondo album dal vivo del gruppo musicale statunitense Linkin Park, pubblicato il 24 novembre 2008 dalla Warner Bros. Records.
Il disco ha venduto 950 000 copie in tutto il mondo. Il 16 aprile 2016, in occasione dell'annuale Record Store Day, l'album è stato pubblicato per la prima volta in formato doppio vinile.

## Descrizione
Contiene il concerto tenuto dal gruppo il 29 giugno 2008 al National Bowl di Milton Keynes, a cui hanno assistito oltre 50.000 persone. Al concerto ha partecipato anche il rapper Jay-Z ai brani Numb/Encore e Jigga What/Faint, presenti nell'EP Collision Course (2004). Riguardo al concerto, il frontman Chester Bennington ha commentato:
Il DVD dell'album contiene anche alcuni contenuti nascosti, ovvero le esecuzioni dei brani Somewhere I Belong, Papercut e Points of Authority, scartati dalla scaletta principale del concerto. Inoltre le versioni audio dei primi due brani sono stati inseriti rispettivamente nelle versioni deluxe di Meteora e di Hybrid Theory, pubblicati sull'iTunes Store il 15 gennaio 2013.
La scaletta originaria del concerto indicava che il brano Reading My Eyes (registrato dal gruppo nel 1997 e presente nel demo Xero) avrebbe dovuto essere eseguito, ma per motivi sconosciuti è stato escluso. Fatto analogo anche per Dirt Off Your Shoulder/Lying from You (traccia d'apertura di Collision Course), rimpiazzata però da Lying from You. Bleed It Out invece sarebbe dovuta essere eseguita dopo In the End, ma è stata successivamente spostata come canzone conclusiva del concerto. Dopo Lying from You Shinoda ha eseguito il primo verso di Hands Held High a cappella mentre Pushing Me Away è stata eseguita in versione acustica con Bennington alla voce e Shinoda al pianoforte. Durante Jigga What/Faint Shinoda si dimenticò di prendere in tempo la chitarra (tuttavia la sua parte venne successivamente curata durante le fasi di masterizzazione del disco). Nel DVD invece, durante la performance di Bleed It Out, Bennington e Shinoda eseguono un "singalong" con il pubblico ma venne tagliato dal CD a causa della lunghezza del concerto (in quanto la durata massima di un CD è di 80 minuti). Discorso analogo per Wake, il cui finale è stato utilizzato come sfumatura tra No More Sorrow e Given Up.

## Tracce
Testi e musiche dei Linkin Park, eccetto dove indicato.

### CD
1. One Step Closer – 4:07
2. From the Inside – 3:24
3. No More Sorrow – 5:06
4. Given Up – 3:15
5. Lying from You – 3:19
6. Hands Held High – 1:26
7. Leave Out All the Rest – 3:23
8. Numb – 3:46
9. The Little Things Give You Away – 7:19
10. Breaking the Habit – 4:24
11. Shadow of the Day – 4:16
12. Crawling – 4:57
13. In the End – 3:50
14. Pushing Me Away – 3:18
15. What I've Done – 5:01
16. Numb/Encore (with Jay-Z) – 3:01 (Linkin Park, Shawn Carter, Kanye West)
17. Jigga What/Faint (with Jay-Z) – 5:10 (Shawn Carter, Jonathan Burks, Timothy Mosley, Linkin Park)
18. Bleed It Out – 8:14

### DVD/BD
1. One Step Closer – 4:13
2. From the Inside – 3:43
3. No More Sorrow – 5:45
4. Wake – 1:33
5. Given Up – 3:16
6. Lying from You – 3:18
7. Hands Held High – 1:26
8. Leave Out All the Rest – 3:23
9. Numb – 3:46
10. The Little Things Give You Away – 7:21
11. Breaking the Habit – 4:31
12. Shadow of the Day – 4:16
13. Crawling – 4:57
14. In the End – 4:47
15. Pushing Me Away – 3:18
16. What I've Done – 5:18
17. Numb/Encore (with Jay-Z) – 3:01 (Linkin Park, Shawn Carter, Kanye West)
18. Jigga What/Faint (with Jay-Z) – 5:10 (Shawn Carter, Jonathan Burks, Timothy Mosley, Linkin Park)
19. Bleed It Out – 11:28

Contenuti aggiuntivi
1. Somewhere I Belong – 3:41
2. Papercut – 3:51
3. Points of Authority – 5:03

## Formazione
Hanno partecipato alle registrazioni, secondo le note di copertina:
Gruppo
- Chester Bennington – voce, chitarra ritmica in Shadow of the Day
- Mike Shinoda – rapping, voce, chitarra ritmica, tastiera
- Brad Delson – chitarra solista
- Phoenix – basso, chitarra in Leave Out All the Rest, cori in The Little Things Give You Away
- Rob Bourdon – batteria
- Joe Hahn – giradischi, campionatore

Altri musicisti
- Jay-Z – rapping aggiuntivo in Numb/Encore e Jigga What/Faint

Produzione
- Blue Leach – regia
- Emer Patten – produzione CD
- David May – produzione DVD
- Ken "Pooch" Van Druten – missaggio stereo e surround 5.1
- Dylan Ely – assistente missaggio, Pro Tools
- Brian "Big Bass" Gardner – mastering

## Classifiche
| Classifica (2008)          | Posizione massima |
| -------------------------- | ----------------- |
| Australia                  | 24                |
| Austria                    | 14                |
| Belgio (Fiandre)           | 47                |
| Belgio (Vallonia)          | 28                |
| Danimarca                  | 38                |
| Francia                    | 12                |
| Germania                   | 11                |
| Italia                     | 17                |
| Messico                    | 60                |
| Norvegia                   | 15                |
| Nuova Zelanda              | 17                |
| Paesi Bassi                | 54                |
| Portogallo                 | 2                 |
| Regno Unito                | 58                |
| Regno Unito (rock & metal) | 4                 |
| Spagna                     | 17                |
| Stati Uniti                | 41                |
| Stati Uniti (alternative)  | 8                 |
| Stati Uniti (hard rock)    | 6                 |
| Stati Uniti (rock)         | 12                |
| Svezia                     | 54                |
| Svizzera                   | 16                |